# Мандельштам, Александр Владимирович
Александр Владимирович Мандельштам (партийная кличка — Одиссей, 1878—1929) — русский революционер, публицист, журналист, редактор.

## Революционная деятельность
По профессии журналист.
В 1902 году вступил в РСДРП. В 1903 был арестован.
В 1904 году находился в эмиграции. Во время Первой Русской революции — член большевистских комитетов Киева, Одессы, Петербурга, Иваново-Вознесенска и других городов. После поражения декабрьского восстания 1905 года в Москве скрывается в Киеве. Делегат пятого съезда партии 1907 года, на котором поддержал ленинскую позицию по всем вопросам.
В конце 1908 года вновь арестован. После выхода из тюрьмы вновь эмигрировал из страны. Затем вернулся опять в Москву. В 1911—1914 годах в ссылке в Нарымском крае.
В годы Первой мировой войны служил в армии. Во время Февральской революции был избран в исполнительный комитет Минского совета рабочих депутатов. Затем вернулся в Москву и в дни Октябрьской революции — член ВРК Басманного района, затем помощник командующего Московским военным округом Н. И. Муралова. В гражданскую войну в Одессе и Николаеве вместе с Алексеем Гастевым.

## Деятельность при Советской власти
Агитатор при МК РКП(б), комиссар штаба Московского военного округа. Редактор газеты «Гудок» в 1920—1921. Автор брошюр «Трудовая дисциплина», «Отчего у нас нет хлеба, соли, мануфактуры, железа и прочих продуктов», «Школы политической грамоты для рабочих и служащих» (все 1920) и других публикаций. В 1921—1922 гг. секретарь Хамовнического райкома партии. 
В 1925 году возвратился в журналистику. В 1925—1927 годах редактор журнала «Молодая гвардия». С 1927 года сотрудник Наркомпроса. В августе 1929 года погиб при невыясненных обстоятельствах в Сочи во время путешествия по югу России.

## Сад Мандельштама
В честь него бывший парк усадьбы Трубецких в 1923 был переименован в парк Мандельштама, первоначально — Рабочий сад имени Мандельштама, — в память о том, что он организовал здесь первый парк культуры и отдыха в Москве.